# Rio Fafen
O Rio Fafen é um curso de água do leste da Etiópia. Passa a leste de Harar, cidade declarada Património Mundial pela UNESCO em 2006. No seu percurso atravessa diversos estratos rochosos de origem sedimentar compostos essencialmente de arenito, calcário e gesso. Depois de atravessar estes estratos sedimentares corre na direcção leste-sul a caminho do rio Shebelle, onde no entanto só chega quando a montante existem fortes pluviosidades.